# 江苏苏商银行
江苏苏商银行股份有限公司（簡稱江苏苏商銀行、苏商銀行）是中華人民共和國境内第13家获批开业的民营银行，也是江苏省首家开业的民营银行，注冊資本40億元人民幣，前身为江苏苏宁银行股份有限公司（簡稱江苏苏宁銀行、苏宁銀行）。

## 歷史沿革
2016年12月16日，经中国银监会批准，苏宁银行开始筹备。
2017年6月14日，经江苏银监局批准开业。6月16日，苏宁银行举行开业仪式，江苏省委常委、副省长杨岳出席并致辞。
2024年3月27日，国家金融监督管理总局江苏监管局批复同意银行更名为江苏苏商银行股份有限公司。

## 外部連結
- 官方网站